# 查尔斯·科茨沃斯·平克尼
查尔斯·科茨沃斯·平克尼（英語：Charles Cotesworth Pinckney，1746年2月25日—1825年8月16日），美国开国元勋、南卡罗来纳州政治家、独立战争时期大陆军准将，他还是签署美国宪法的制宪会议代表。他在1804年和1808年两次被联邦党提名为总统候选人但均落败。

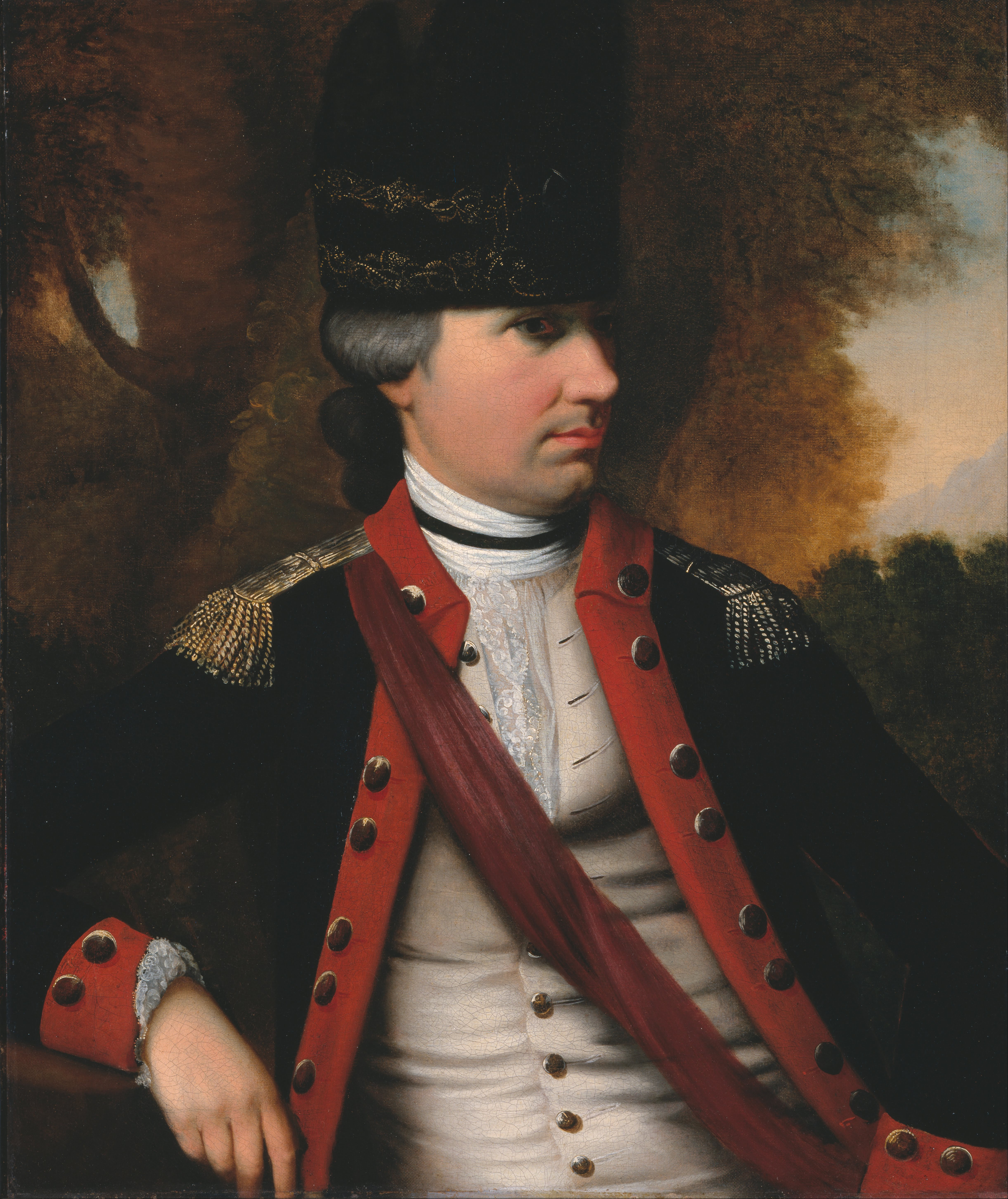
1773年左右的查尔斯·科茨沃斯·平克尼

平克尼出生在一个显赫的南方种植园主家庭，他通过攻读法律成为律师后当选为当地立法机构的议员。作为支持脱离英国统治的独立主义者，平克尼在独立战争期间服役并晋升为将军。战后，他赢得了南卡罗来纳州参议院的选举担任州议会参议员。平克尼也是赞成扩大联邦政府权力的倡导者，他担任了1787年费城会议的代表，该会议起草了一部新的联邦宪法，而平克尼的影响力有助于确保南卡罗来纳州批准该宪法。
平克尼起初拒绝了乔治·华盛顿关于在他的内阁中担任国务卿或战争部长的提议，其后他于1796年接受了驻法公使的职位。然而由于在XYZ事件中，法国督政府的外交部长塔列朗不仅对美国使团避而不见，他手下的官员还以同意会面为条件向代表团索要贿赂，此举激怒了美国政府，平克尼也辞职回国，并在接下来的美法短暂冲突期间接受了陆军少将的任命。尽管在1790年代的大部分时间里他都拒绝加入任何一个主要政党，但平克尼在从巴黎回国后开始逐渐认同联邦党的理念。联邦党人在1800年美国总统选举中提名平克尼作为该党副总统候选人，希望他能够为联邦党赢得南方选民的支持。虽然亚历山大·汉密尔顿计划根据当时的选举规则极力为平克尼助选，然而平克尼与现任联邦党总统约翰·亚当斯还是被民主共和党候选人击败。
在四年后的总统选举到来时，联邦党人认为他们击败受欢迎的现任总统托马斯·杰斐逊的可能性十分渺茫，于是选择了战争英雄平克尼担任该年度年大选的总统候选人。但是平克尼和该党都没有很积极地开展竞选活动，最后杰斐逊以压倒性优势连任成功。联邦党人于1808年再次提名平克尼，依旧希望借助平克尼的军事成就以及杰斐逊糟糕的经济政策能给该党赢得胜利的机会。尽管联邦党在1808年的总统选举中的表现比1804年大选时更优，平克尼获得了特拉华州及新英格兰大部分地区的选票，但民主党共和党候选人詹姆斯·麦迪逊最终占了上风当选为第4任总统。

查尔斯·科茨沃斯·平克尼的徽章

1808年总统选举过后，平克尼便专注于经营他的种植园和律师事业。他从1805年至1825年去世为止一直担任辛辛那提协会的主席。他于1825年8月16日去世，并被安葬在南卡罗来纳州的查尔斯顿圣迈克尔教堂墓地。他的墓碑上写着：“美利坚合众国的创始人之一；战争期间他是华盛顿的战友和同志；在和平时代，他依然保持不变的信心。”